# Алексий Комнин
Алексий Комнин (на гръцки: Ἀλέξιος Κομνηνός; на латински: Alexius Comnenus) е най-големият син на византийския император Йоан II Комнин (1118 – 1143) и на Пирошка Арпад. Той е потенциален наследник на имперския престол и съимператор на Византия от 1122 до смъртта си в 1142 година. По-голям брат е на византийския император Мануил I Комнин.

## Биография
Роден е през декември 1106 или януари 1107 година във Валовища. Византийската писателка Анна Комнина пише, че император Йоан II Комнин минал през град Валависта (Βαλαβίστα), където се родили първородният му син Алексий и негова близначка. Императорът пътува за Солун, където за празника на Свети Димитрий 25 януари, след балканската си кампания, датирана в края на 1106 – началото на 1107 година.
Никита Хониат споменава Алексий, Андроник и Исак като трима братя на император Мануил I Комнин и казва, че първите двама са умрели преди баща им. Алексий става съимператор с баща си през 1119 година.
Според Хониат Алексий умира от треска в 1142 година в Аталия, докато двамата с баща му воюват с турците. Гийом Тирски казва, че с него е починал и брат му Андроник Комнин, и че императорът заповядал на третия им брат Исак да закара телата им в Константинопол, където са погребани.

## Семейство
Идентичността на съпругата или съпругите на Алексий не е изяснена със сигурност. Алексий се жени вероятно първо през 1122 година за Добродея (Евпраксия), която във Византия била наречена Ирина. Тя била дъщеря на киевския велик княз Мстислав I и първата му жена Кристина. Вторият му брак е с грузинската принцеса Ката, която се споменава като негова съпруга в един схолион към историите на Йоан Цеца. Тази грузинската принцеса била дъщеря на грузинския цар Деметре I и след сватбата си била наречена с името Евдокия. Неговата дъщеря Мария Комнина (? – 1167) се омъжва за протостратора Алексий Аксух, дук на Киликия, син на Йоан Аксух, велик доместик и приятел на Йоан II. Те са родители на пансеваст Йоан Комнин Аксух. Мария Комнина умира луда.